# Колин Харисън
Колин Харисън (на английски: Colin Harrison) е американски редактор и писател на произведения в жанра трилър и криминален роман.

## Биография и творчество
Колин Харисън е роден на 27 ноември 1960 г. в Ню Йорк, САЩ, в семейството на Ърл Харисън, директор на квакерски интернат, и Джийн Спенсър, учителка. През 1982 г. завършва с бакалавърска степен Хавърфорд Колидж, през 1986 г. завършва с магистърска степен по изкуства Университета на Айова, а през 1987 г. прави следдипломно обучение по творческо писане в Писателската работилница към университета. На 28 октомври 1988 г. се жени за писателката и редакторка Катрин Елизабет. Имат три деца.
В периода 1988 – 2000 г. е асоцииран редактор, старши редактор и заместник главен редактор на списание „Харпър“ в Ню Йорк, където работи с автори като Дейвид Фостър Уолъс, Джонатан Франзен, Джейн Смайли и много други. От 2001 г. е старши редактор, а от 2013 г. главен редактор на издателство „Скрибнър“ (от групата „Саймън и Шустър“), където редактира както художествена, така и документална литература. В периода 1993 – 2003 г. преподава с прекъсвания в студентската програма по творческо писане на Колумбийския университет.
Първият му роман „Брейк и Ентър“ е издаден през 1990 г., а в историята главен герой е талантливият и безмилостен помощник прокурор Питър Скатъргуд, който е назначен за най-експлозивния случай в кариерата си, убийството на сина на кмета и приятелката му. Романът е оценен високо от критиката.
През 1996 г. е издаден романът му „Нюйоркски гамбит“. В историята известен колумнист и криминален репортер на нюйоркски таблоид се интересува от разследването на мистериозната смърт на известен филмов режисьор. Той е съблазнен от съпругата на жертвата, за да потърси истината, но последвалите събития водят и до разрив на семейството му. През 2016 г. е екранизиран във филма „Нощен Манхатън“ с участието на Ейдриън Броуди и Ивон Страховски, Стивън Беркоф и Дженифър Бийлс.
Произведенията му са романи за насилие, секс и съспенс, които изследват тъмната страна на градския живот, най-вече в Ню Йорк. Романите му неизменно включват зависимостта от парите и властта, и са ситуирани основно в Манхатън и Бруклин.
Негови творби са публикувани в „Ню Йорк Таймс“, списание „Ню Йорк“, „Вашингтон Поуст“, „Вог“, и в други медии и антологии.
Колин Харисън живее със семейството си в Бруклин, Ню Йорк.

## Произведения

### Самостоятелни романи
- Break and Enter (1990)[1][2][3]
- Bodies Electric (1993)
- Manhattan Nocturne (1996) – издаден и като Manhattan Night
Нюйоркски гамбит, изд. „Куантум“ (2018), прев. Владислава Дюлгерова; Асен Дюлгеров
- Afterburn (2000)
- The Havana Room (2003)
- The Finder (2008)
- Risk (2009)
- You Belong to Me (2017)

### Екранизации
- 2016 – „Нощен Манхатън“ (на английски: Manhattan Night) – продуцент